# Carum
Carum L. é um género botânico pertencente à família Apiaceae.

## Sinonímia
- Selinopsis Coss. & Durieu ex Batt. & Trab.

## Espécies
- Carum atrosanguineum
- Carum bretschneideri
- Carum buriaticum
- Carum carvi
- Carum diversifolium
- Carum incrassatum
- Carum heldreichii
- Carum multiflorum
- Carum rigidulum
- Carum verticillatum
- «Lista completa»

## Classificação do gênero
| Sistema | Classificação                    | Referência               |
| ------- | -------------------------------- | ------------------------ |
| Linné   | Classe Pentandria, ordem Digynia | Species plantarum (1753) |